# Reiserecht
Das Reiserecht ist ein Rechtsgebiet, das die Gesamtheit aller Rechtsnormen umfasst, die sich mit den Rechten und Pflichten von Reisenden, Personenbeförderungsunternehmen, Hotels und Reiseveranstaltern befassen.

## Allgemeines
Der Massentourismus erfordert die umfassende gesetzliche Regelung von Reisen, um zugunsten der reisenden Verbraucher einen einheitlichen Verbraucherschutz herzustellen, der Rechte und Pflichten der Beteiligten festlegt und die Haftungsverteilung bei auftretenden Reisemängeln und sonstigen reisebedingten Schäden bestimmt. Da der Tourismus häufig Auslandsberührung aufweist, ist der entsprechende Regelungsregimen stark durch internationale Kodifikationen geprägt. Anwendung finden daher bei (Pauschal-)Reisen
- Vorgaben aus dem nationalen Recht (z. B. in Deutschland die §§ 651a ff. BGB), die jedoch auf EU-Recht beruhen,
- europarechtliche Vorschriften wie die Richtlinie (EU) 2015/2302 (Pauschalreiserichtlinie) und die Fluggastrechte-Verordnung sowie
- internationale Verträge und Vereinbarungen (z. B. Montrealer Übereinkommen zum Flugverkehr oder Warschauer Abkommen über die Beförderung im internationalen Luftverkehr).

Das Geltungsverhältnis der unterschiedlichen Regelungen wird durch Internationales Privatrecht (IPR) kollisionsrechtlich geordnet.
Wegen der Aschewolke beim Ausbruch des Eyjafjallajökull wurden im März 2010 große Teile des Luftraums über Europa für den Luftverkehr gesperrt. Dadurch „strandeten“ zehntausende Reisende auf Flughäfen oder konnten ihre gebuchten Flüge nicht antreten. Dieser in der Geschichte der Luftfahrt bislang einzigartige Großschaden – ein Fall von höherer Gewalt – lenkte das allgemeine Interesse auf das Thema „Reiserecht“.
Einzelne Kodifikationen innerhalb des Reiserechts regeln oftmals nur ganz bestimmte Formen von Reisen. Das neue, auf der EU-Pauschalreiserichtlinie beruhende Reiserecht, ist beispielsweise nur auf Pauschalreisen anzuwenden (Tagesreisen, verbundene Reiseleistungen).

## Deutsches Recht
Wichtigste Grundlage des Reiserechts ist der Reisevertrag. Inhaltlich ist bei ihm von Belang, ob es sich um eine Individualreise, Pauschalreise oder verbundene Reiseleistungen handelt.
Die genauesten gesetzlichen Vorgaben normiert das in diesem Punkt stark europarechtlich geprägte deutsche Zivilrecht hierbei für den Pauschalreisevertrag. Seit dem 1. Juli 2018 regelt diesbezüglich die EU-Pauschalreiserichtlinie in allen EU-Mitgliedstaaten einheitlich das Recht der Pauschalreise und der verbundenen Reiseleistungen. Umgesetzt wurde die Richtlinie in Deutschland durch §§ 651a ff. BGB bzw. durch §§ 651w BGB. Wesentliche Regelungsgehalte betreffen Mindestanforderungen an die reisevertragsspezifischen Kündigungs- und Rücktrittsrechte, Schadensersatz-, Minderungs- und Aufwendungsersatzansprüche des Reisenden im Falle von Reisemängeln.
Bei individuell gebuchten einzelnen Reiseleistungen wie der Beförderung oder der Hotelübernachtung bildet demgegenüber nur das Schuldrecht den gesetzlichen Rahmen. Für die Rechtsbeziehung zwischen dem Reisenden und dem Reiseanbieter herrscht hier in noch größerem Maße Vertragsfreiheit. Freilich realisiert das BGB auch bei Individualreisen auf einem gewissen Niveau den Verbraucherschutz, indem es die meist standardisiert aufgesetzten Beförderungs- und Beherbergungsverträge der AGB-Kontrolle unterwirft. Sämtliche Reisen, die nicht Pauschalreisen sind, unterliegen in allen EU-Mitgliedstaaten nicht dem gesetzlichen (Pauschal-)Reiserecht, sondern dem Gewährleistungsrecht des jeweiligen Vertragstyps (Dienst-, Miet- oder Werkvertrag).
Der Reisende muss die jeweilige Reise nicht als Verbraucher antreten, um in den Schutzbereich einiger reiserechtlicher Regelungen einbezogen zu werden. Die Fluggastrechte-Verordnung beispielsweise findet gleichermaßen auf private und geschäftliche Reisen Anwendung und gewährt stets dem Betroffenen als natürliche Person die jeweiligen Ansprüche bei Flugunregelmäßigkeiten. Auch nach den am 1. Juli 2018 in Kraft getretenen Neuregelungen für Pauschalreisen gelten diese gleichsam für einen Unternehmer im Sinne des § 14 BGB bei Geschäftsreisen mit verbundenen Leistungen, sofern er nicht über einen Rahmenvertrag bucht. Damit fallen auch „Incentive-Reisen“ unter das neue Reiserecht, es sei denn, es besteht ein zuvor geschlossener Rahmenvertrag zwischen Reiseveranstalter und Unternehmer.

## International
Österreich hat die EU-Pauschalreiserichtlinie durch das Pauschalreisegesetz (PSG) umgesetzt. Die Regelungen entsprechen etwa den deutschen. Subsidiär kommen die verschiedenen Bestimmungen des Allgemeinen bürgerlichen Gesetzbuches (ABGB) zur Anwendung (z. B. §§ 922 ff. ABGB). Anzumerken ist, dass der österreichische Gesetzgeber in den öffentlich-rechtlichen Normen einen anderen Begriff verwendet („Pauschalreise“) als in den zivilrechtlichen („Reiseveranstaltung“). Darüber hinaus regeln die ARB 1992 (in der Fassung 2001) gemäß § 9 AusübungsVV die Bedingungen zwischen Kunden und Reisebüro – Reiseveranstalter. Bedeutung in der Reiserechtsprechung und der Abwicklung von Mängelbeschwerden haben in Österreich darüber hinaus in engem Rahmen die so genannte Frankfurter Tabelle und teilweise auch die Wiener Liste.
Ein Reisevertrag kann in der Schweiz entweder als Reisevermittlungsvertrag oder als Reiseveranstaltungsvertrag gestaltet werden. Letzterer ist entweder ein Innominatvertrag oder ein Pauschalreisevertrag. Der Pauschalreisevertrag ist ein Nominatvertrag, welcher außerhalb des Obligationenrechts im Bundesgesetz über Pauschalreisen vom 18. Juni 1993 (PRG) geregelt ist. Es erlegt dem Reiseveranstalter umfassende Informationspflichten auf (Art. 4, 5 PRG), schreibt in Art. 6 PRG den Inhalt des Reisevertrages verbindlich vor, behandelt wesentliche Vertragsänderungen (wozu auch Preiserhöhungen von mehr als 10 % gehören; Art. 8 PRG) oder regelt die Rechte des Reisenden, der als Konsument bezeichnet wird (Art. 10 PRG). Der Konsument hat in den Fällen des Nichterreichens der Mindestteilnehmerzahl und bei höherer Gewalt keinen Anspruch auf Schadensersatz wegen Nichterfüllung (Art. 11 Abs. 2 PRG). Reisemängel sind unverzüglich zu beanstanden (Art. 12 PRG), der Reiseveranstalter haftet für die gehörige Vertragserfüllung (Art. 14 PRG) außer bei höherer Gewalt (Art. 15 PRG).
Im Common Law ist der Reisevertrag (englisch travel contract) für den Sektor der Pauschalreise (englisch package tour) durch Regulation 4 der Package Travel, Package Holidays and Package Tour Regulations 1992 (PTR) geregelt. Hiernach werden die Angaben im Reisekatalog gemäß Reg.6 (1) PTR zur konkludenten Mängelhaftung (englisch implied warranties) des Reisevertrages, was dem Verbraucher ein Vorgehen wegen unzutreffender Angaben (englisch misrepresentation) oder Vertragsverletzung (englisch breach of contract) ermöglicht. Eine weitere Haftung der Reiseveranstalter ergibt sich zudem aus dem Verhaltenskodex (englisch code of conduct), den der Interessenverband britischer Reiseveranstalter ABTA ausgehandelt hat.

## Bedeutung des europäischen Rechts
Maßgeblich prägen Kodifikationen der EU das geltende Reiserecht in ihren Mitgliedsstaaten: Einerseits geben Richtlinien wie die Pauschalreise-RL mittelbar Standards vor, die die Gesetzgeber der Mitgliedsstaaten in nationales Recht umsetzen. In Deutschland geschah dies zuletzt etwa durch das Dritte Gesetz zur Änderung reiserechtlicher Vorschriften im Jahr 2017. Andererseits normieren einige EU-Verordnungen reiserechtliche Vorgaben unmittelbar und vermitteln also bereits aus sich heraus einklagbare Rechte und Pflichten für Reisende. Ein prominentes Beispiel hierfür ist die Fluggastrechte-Verordnung, die Passagieren bei Flugunregelmäßigkeiten eine Reihe von Ansprüchen gegen das ausführende Luftfahrtunternehmen einräumt.